# Regino Hernández
Regino Hernández Martín (ur. 25 lipca 1991 w Ceucie) – hiszpański snowboardzista, specjalizujący się w snowcrossie, brązowy medalista olimpijski (2018).
W 2017 roku w parze z Lucasem Eguibarem wywalczył srebrny medal w snowcrossie drużynowym podczas mistrzostw świata w Sierra Nevada. Na rozgrywanych rok później igrzyskach olimpijskich w Pjongaczng wywalczył brązowy medal. Wyprzedzili go jedynie Francuz Pierre Vaultier i Jarryd Hughes z Australii. Był też między innymi dziewiąty indywidualnie na mistrzostwach świata w Kreischbergu dwa lata wcześniej. Najlepsze wyniki w Pucharze Świata uzyskał w sezonie 2017/2018, kiedy to zajął dziesiąte miejsce w klasyfikacji snowcrossu.

## Osiągnięcia

### Igrzyska olimpijskie
| Miejsce | Dzień     | Rok  | Miejscowość | Konkurencja | Zwycięzca       |
| ------- | --------- | ---- | ----------- | ----------- | --------------- |
| 31      | 15 lutego | 2010 | Vancouver   | Snowcross   | Seth Wescott    |
| 21.     | 18 lutego | 2014 | Soczi       | Snowcross   | Pierre Vaultier |
| 3.      | 15 lutego | 2018 | Pjongczang  | Snowcross   | Pierre Vaultier |

### Mistrzostwa świata
| Miejsce | Dzień       | Rok  | Miejscowość   | Konkurencja         | Zwycięzca         |
| ------- | ----------- | ---- | ------------- | ------------------- | ----------------- |
| 24.     | 18 stycznia | 2009 | Gangwon       | Snowcross           | Markus Schairer   |
| 37.     | 18 stycznia | 2011 | La Molina     | Snowcross           | Alex Pullin       |
| DNS     | 20 stycznia | 2011 | La Molina     | Halfpipe            | Nathan Johnstone  |
| 38.     | 26 stycznia | 2013 | Stoneham      | Snowcross           | Alex Pullin       |
| 33.     | 12 marca    | 2017 | Sierra Nevada | Snowcross           | Pierre Vaultier   |
| 2.      | 13 marca    | 2017 | Sierra Nevada | Snowcross drużynowy | Stany Zjednoczone |
| 29.     | 1 lutego    | 2019 | Solitude      | Snowcross           | Mick Dierdorff    |
| 40.     | 11 lutego   | 2021 | Idre Fjäll    | Snowcross           | Lucas Eguibar     |

### Puchar Świata

#### Miejsca w klasyfikacji generalnej snowcrossu
- sezon 2008/2009: 52.
- sezon 2009/2010: 48.
- sezon 2011/2012: 65.
- sezon 2012/2013: 52.
- sezon 2013/2014: 13.
- sezon 2014/2015: 11.
- sezon 2015/2016: 33.
- sezon 2016/2017: 17.
- sezon 2017/2018: 10.

#### Miejsca na podium w zawodach
1. La Molina – 15 marca 2014 – 3. miejsce (snowcross)